# Félix Saurí Vivas
Fèlix Saurí i Vivas (Mataró, 1850 o 1852 - Ponce, Puerto Rico, 24 de desembre de 1915) fou un empresari català emigrat a Puerto Rico, alcalde de Ponce. Fou propietari de la Hisenda de canya Estrella, juntament amb Asciclo Subirá, i esdevingué alcalde de Ponce, el 1895. El mateix any va ser un dels fundadors del Banco de Crédito y Ahorro Ponceño amb Juan Serrallés Colón.

## Casa Saurí

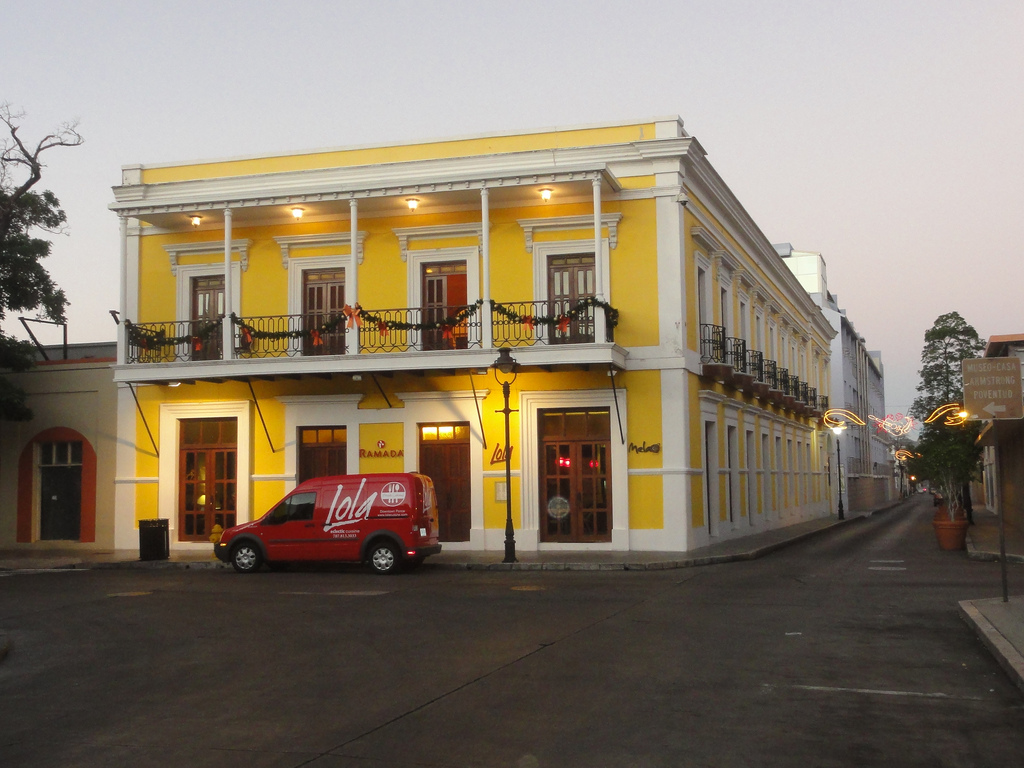
Antiga Casa Saurí, Ponce

Fèlix Saurí va néixer a Mataró el 1850 (segons la partida de defunció) o el 1852 (segons el cens de Ponce de 1910), fill de Pere Saurí i de Teresa Vivas i Font, ambdós de Mataró. Segons el cens de Ponce de 1910, va emigrar a l'illa de Puerto Rico el 1864.
El 1882, va construir una casa coneguda més tard com Casa Saurí, en el centre de Ponce, al costat de la Plaza Muñoz Rivera. La casa és la tercera residència més vella encara en peu de Ponce. Es troba a la cantonada de la Calle Unió i Calle Reina. El 1912, va ser utilitzada com a primer seu del Liceo Ponceño, la primera escola de noies de Puerto Rico. Al voltant de 1950s-1960s, la casa va ser ocupada diversos anys per diversos negocis petits, incloent una agència de viatges i una botiga de joguines. A partir del 2006, la Casa Saurí fou renovada i adaptada com a part del hotel Ponce Plaza Hotel i Casino, el qual va obrir el 2009.
Es va casar amb Isabel Tristani Guevara, natural de Puerto Rico, amb qui va tenir tres fills: Josep, Rafael i Carme. Fèlix Saurí morí a la Ciutadella de Ponce el 24 de desembre de 1915, segons la inscripció de la defunció al registre corresponent.